# Degré (théorie des graphes)
Pour les articles homonymes, voir Degré.

Un graphe non orienté où on a indiqué le degré de chaque sommet sur ce sommet. Dans ce graphe, le degré maximal est et le degré minimal est.

En mathématiques, et plus particulièrement en théorie des graphes, le degré (ou valence) d'un sommet d'un graphe est le nombre de liens (arêtes ou arcs) reliant ce sommet, avec les boucles comptées deux fois. Le degré d'un sommet {\displaystyle s} est noté {\displaystyle \deg(s)}.

## Graphe orienté
Dans le cas d'un graphe orienté, on parle aussi du degré entrant d'un sommet {\displaystyle d^{-}(s)}, c'est-à-dire le nombre d'arcs dirigés vers le sommet {\displaystyle s}, et du degré sortant de ce sommet {\displaystyle d^{+}(s)}, c'est-à-dire le nombre d'arcs sortant de {\displaystyle s}. On a {\displaystyle \deg(s)=d^{+}(s)+d^{-}(s)} : le degré du sommet est la somme du degré sortant et du degré entrant.

## Caractéristiques
Le degré maximal d'un graphe {\displaystyle G}, noté {\displaystyle \Delta (G)}, et le degré minimal de ce graphe, noté {\displaystyle \delta (G)}, sont respectivement le maximum et le minimum des degrés de ses sommets. Dans un graphe régulier, tous les sommets ont le même degré, et on peut donc parler du degré du graphe.